# Elgin Baylor
Elgin Gay Baylor (Washington D. C.; 16 de septiembre de 1934-Los Ángeles, California; 22 de marzo de 2021) fue un jugador de baloncesto estadounidense que disputó 14 temporadas en la NBA. Con 1,96 metros de altura, jugaba en la posición de alero y desarrolló toda su carrera en los Minneapolis/Los Angeles Lakers.
Baylor fue elegido en el mejor quinteto de la NBA en diez temporadas, aunque nunca fue nombrado jugador más valioso. También jugó 11 ediciones del All Star. En 1977 ingresó en el Salón de la Fama del Baloncesto, y en 1996 fue elegido uno de los 50 mejores jugadores de la historia de la NBA.

## Trayectoria deportiva

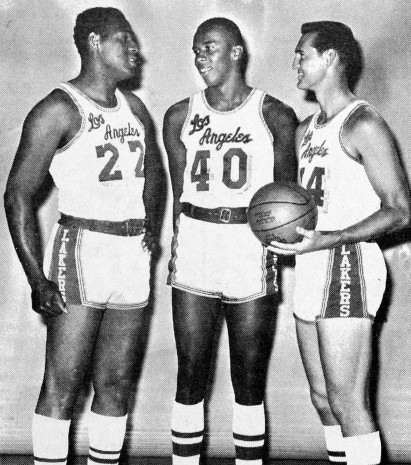
Jerry West, Jerry Chambers y Elgin Baylor en una foto del año 1966.

### Universidad
Su carrera universitaria se inició, gracias a una beca, en el College de Idaho, pero una serie de problemas hicieron que al año siguiente recalara en la Universidad de Seattle, a la cual llevó a la final de la NCAA en 1958, que perdieron ante Kentucky. Fue elegido en el quinteto ideal del campeonato ese mismo año.
Durante sus tres años como universitario, consiguió un destacado promedio de 31,3 puntos por partido.

### NBA
Los Lakers usaron la primera elección del Draft de la NBA de 1958 para seleccionarle un año antes de que acabara su carrera. El equipo llevaba varios años sin levantar cabeza desde la retirada del gran George Mikan, y firmó un contrato por 20.000 dólares, una cifra astronómica para la época. Y no defraudó, ya que en su primera temporada consiguió acabar como cuarto máximo anotador de la liga con 24,9 puntos por partido, tercero en rebotes (15 por partido) y octavo en asistencias (4,1 por partido). Fue elegido Rookie del Año y su equipo llegó a las finales de esa temporada, donde cayeron ante los Boston Celtics. Durante toda su carrera, ayudó a los Lakers a llegar a 8 finales de la NBA, aunque nunca consiguió el anillo de campeón.
En 1960 consiguió lo que era un récord hasta entonces, ya que anotó 71 puntos en un partido, siendo más tarde superado. El que sin embargo mantiene, desde las finales de 1962, es el de 61 puntos en un partido de una final de la NBA. Además, tiene el cuarto mejor promedio de puntos de toda la historia, con 27,3 por partido.
Se retiró a mitad de la temporada 1971-72 debido a una lesión de rodilla, lo cual condujo a dos grandes ironías del destino: el primer partido de los Lakers sin Baylor, supuso el inicio de una racha de 33 partidos ganados consecutivamente, récord de todos los tiempos en la NBA (y en el deporte profesional estadounidense), y, además, al final de esa misma temporada, estando ya retirado, su equipo logró por fin conseguir el campeonato que a él se le negó durante toda su carrera.

### Entrenador y ejecutivo
En 1974 asumió el cargo de entrenador asistente de los New Orleans Jazz, pasando más adelante a ser el entrenador jefe. Se mantuvo en el puesto hasta 1979.
En 1986 fue nombrado Vicepresidente del equipo de Los Angeles Clippers, cargo que ostentó hasta octubre de 2008. Fue nombrado ejecutivo del año de la NBA en 2006.

## Estadísticas de su carrera en la NBA
|  | Líder de la liga |

### Temporada regular
| Año      | Equipo      | PJ  | MPP  | TC%  | TL%  | RPP  | APP | PPP  |
| -------- | ----------- | --- | ---- | ---- | ---- | ---- | --- | ---- |
| 1958–59  | Minneapolis | 70  | 40.8 | .408 | .777 | 15.0 | 4.1 | 24.9 |
| 1959–60  | Minneapolis | 70  | 41.0 | .424 | .732 | 16.4 | 3.5 | 29.6 |
| 1960–61  | L.A. Lakers | 73  | 42.9 | .430 | .783 | 19.8 | 5.1 | 34.8 |
| 1961–62  | L.A. Lakers | 48  | 44.4 | .428 | .754 | 18.6 | 4.6 | 38.3 |
| 1962–63  | L.A. Lakers | 80  | 42.1 | .453 | .837 | 14.3 | 4.8 | 34.0 |
| 1963–64  | L.A. Lakers | 78  | 40.6 | .425 | .804 | 12.0 | 4.4 | 25.4 |
| 1964–65  | L.A. Lakers | 74  | 41.3 | .401 | .792 | 12.8 | 3.8 | 27.1 |
| 1965–66  | L.A. Lakers | 65  | 30.4 | .401 | .739 | 9.6  | 3.4 | 16.6 |
| 1966–67  | L.A. Lakers | 70  | 38.7 | .429 | .813 | 12.8 | 3.1 | 26.6 |
| 1967–68  | L.A. Lakers | 77  | 39.3 | .443 | .786 | 12.2 | 4.6 | 26.0 |
| 1968–69  | L.A. Lakers | 76  | 40.3 | .447 | .743 | 10.6 | 5.4 | 24.8 |
| 1969–70  | L.A. Lakers | 54  | 41.0 | .486 | .773 | 10.4 | 5.4 | 24.0 |
| 1970–71  | L.A. Lakers | 2   | 28.5 | .421 | .667 | 5.5  | 1.0 | 10.0 |
| 1971–72  | L.A. Lakers | 9   | 26.6 | .433 | .815 | 6.3  | 2.0 | 11.8 |
| Total    | Total       | 846 | 40.0 | .431 | .780 | 13.5 | 4.3 | 27.4 |
| All-Star | All-Star    | 11  | 29.2 | .427 | .796 | 9.0  | 3.5 | 19.8 |

### Playoffs
| Año   | Equipo      | PJ  | MPP  | TC%  | TL%  | RPP  | APP | PPP  |
| ----- | ----------- | --- | ---- | ---- | ---- | ---- | --- | ---- |
| 1959  | Minneapolis | 13  | 42.8 | .403 | .770 | 12.0 | 3.3 | 25.5 |
| 1960  | Minneapolis | 9   | 45.3 | .474 | .840 | 14.1 | 3.4 | 33.4 |
| 1961  | L.A. Lakers | 12  | 45.0 | .470 | .824 | 15.3 | 4.6 | 38.1 |
| 1962  | L.A. Lakers | 13  | 43.9 | .438 | .774 | 17.7 | 3.6 | 38.6 |
| 1963  | L.A. Lakers | 13  | 43.2 | .442 | .825 | 13.6 | 4.5 | 32.6 |
| 1964  | L.A. Lakers | 5   | 44.2 | .378 | .775 | 11.6 | 5.6 | 24.2 |
| 1965  | L.A. Lakers | 1   | 5.0  | .000 | –    | 0.0  | 1.0 | 0.0  |
| 1966  | L.A. Lakers | 14  | 41.9 | .442 | .810 | 14.1 | 3.7 | 26.8 |
| 1967  | L.A. Lakers | 3   | 40.3 | .368 | .750 | 13.0 | 3.0 | 23.7 |
| 1968  | L.A. Lakers | 15  | 42.2 | .468 | .679 | 14.5 | 4.0 | 28.5 |
| 1969  | L.A. Lakers | 18  | 35.6 | .385 | .630 | 9.2  | 4.1 | 15.4 |
| 1970  | L.A. Lakers | 18  | 37.1 | .466 | .741 | 9.6  | 4.6 | 18.7 |
| Total | Total       | 134 | 41.1 | .439 | .769 | 12.9 | 4.0 | 27.0 |

## Fallecimiento
Falleció el 22 de marzo del 2021 en su casa en Los Ángeles, California, por causas naturales a los 86 años de edad.